# Juan Allende-Salazar

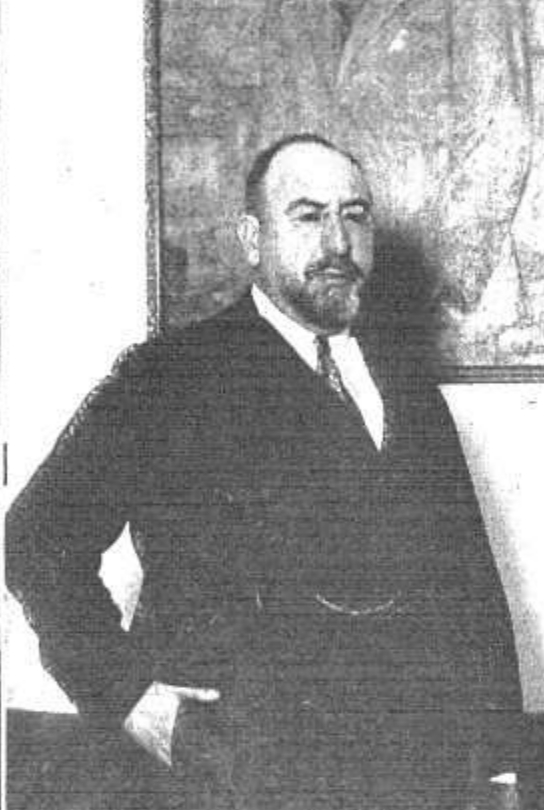
Juan Allende-Salazar

Juan Allende-Salazar y Zaragoza (* 24. August 1882 in Gernika; † 13. September 1938 in Madrid) war ein spanischer Kunsthistoriker.

## Leben
Er war der Sohn des Bibliophilen Ángel Allende Salazar y Muñoz de Salazar (1854–1885) und dessen Ehefrau Carmen Zaragoza y Ayllón. Er war verantwortlich für den Aufbau der Bibliothek des Museo Romántico in Madrid und bearbeitete auch dessen Sammlungsbestände. Gemälde, auch bearbeitete er Bestände des Museo del Prado und war seit 1928 Mitglied des Real Patronato del Museo del Prado. 1918 gehörte er zu den Gründungsmitgliedern der Gesellschaft für Baskische Studien. 1930 wurde er Mitglied der Real Academia de Bellas Artes de San Fernando.
Er erlangte auch im deutschen Kunstbereich Beachtung. Für das Allgemeine Lexikon der Bildenden Künstler schrieb er von 1924 bis zu seinem Tode die meisten Artikel über spanische Künstler vor dem 19. Jahrhundert und überprüfte auch alle anderen Biografien, die sich auf Spanien beziehen. 1925 kommentierte er die vierte Ausgabe von Walther Gensels Velázquez-Monographie.
Nach seinem Tod vermachte er dem Museo del Prado seine Sammlung von Zeichnungen des 17. und 18. Jahrhunderts sowie ein dem Barockmaler Pedro Atanasio Bocanegra zugeschriebenes Gemälde.

## Veröffentlichungen (Auswahl)
- mit Francisco Javier Sánchez Cantón: Retratos del Museo del Prado. Identificación y rectificaciones. Madrid 1919 (Digitalisat).
- Velasques. Des Meisters Gemälde. 4. neubearbeitete Auflage. Hrsg. von Juan Allende-Salazar. Einleitung von Walther Gensel (= Klassiker der Kunst in Gesamtausgaben Bd. 6). Deutsche Verlags-Anstalt, Stuttgart 1925.
- Discurso leído por D. Juan Allende-Salazar en el acto de su recepción publica en la Real Academia de Bellas Artes de San Fernando el dia 8 de junio de 1930 y contestación del Elias Tormo. Madrid 1930.